# Ichneumon volesus
Ichneumon volesus är en stekelart som beskrevs av Cresson 1867. Ichneumon volesus ingår i släktet Ichneumon och familjen brokparasitsteklar. Inga underarter finns listade i Catalogue of Life.